# Passo di Lavazè

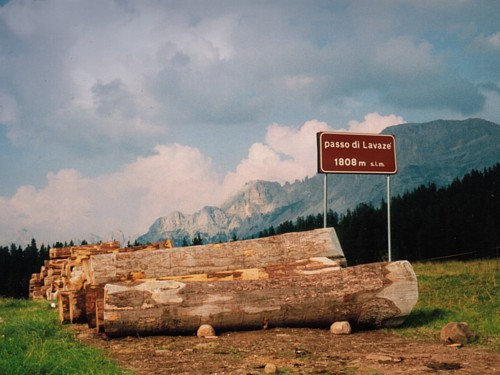
Il cartello con l'indicazione della quota

Il passo di Lavazè (Lavazè-Joch in tedesco) è un valico alpino a 1.808 m s.l.m., nel territorio del comune di Varena, in provincia di Trento.
Attraverso la strada provinciale numero 620 mette in comunicazione la Valle di Fiemme, precisamente Cavalese, con la Val d'Ega in provincia di Bolzano, anche se il confine non passa sullo spartiacque, ma più a valle di esso, cosicché il valico rimane tutto sotto la provincia di Trento. Dai pressi del passo parte la strada per il passo d'Oclini, quest'ultimo situato in provincia di Bolzano.
Il passo di Lavazé non è solo una via di comunicazione: con i suoi 80 km di piste, in inverno si trasforma in uno dei centri sportivi più rinomati per lo sci di fondo.
L'estate offre diverse possibilità a livello turistico, dal trekking allo skiroll e alle passeggiate in mountain bike.